# Евангелическо-лютеранская кирха Креста
Евангелическо-лютеранская кирха Креста (Новая церковь) — историческое здание в Советске, одна из достопримечательностей города. В прошлом — лютеранская церковь, сейчас в здании бывшей кирхи расположены торговые и производственные помещения.

## История
Решение о строительстве кирхи Креста состоялось в 1899 году. 16 мая 1909 была осуществлена закладка строительства. Здание с башней, построенное по проекту берлинского архитектора Карла Зибольда было освящено 6 февраля 1911 года.

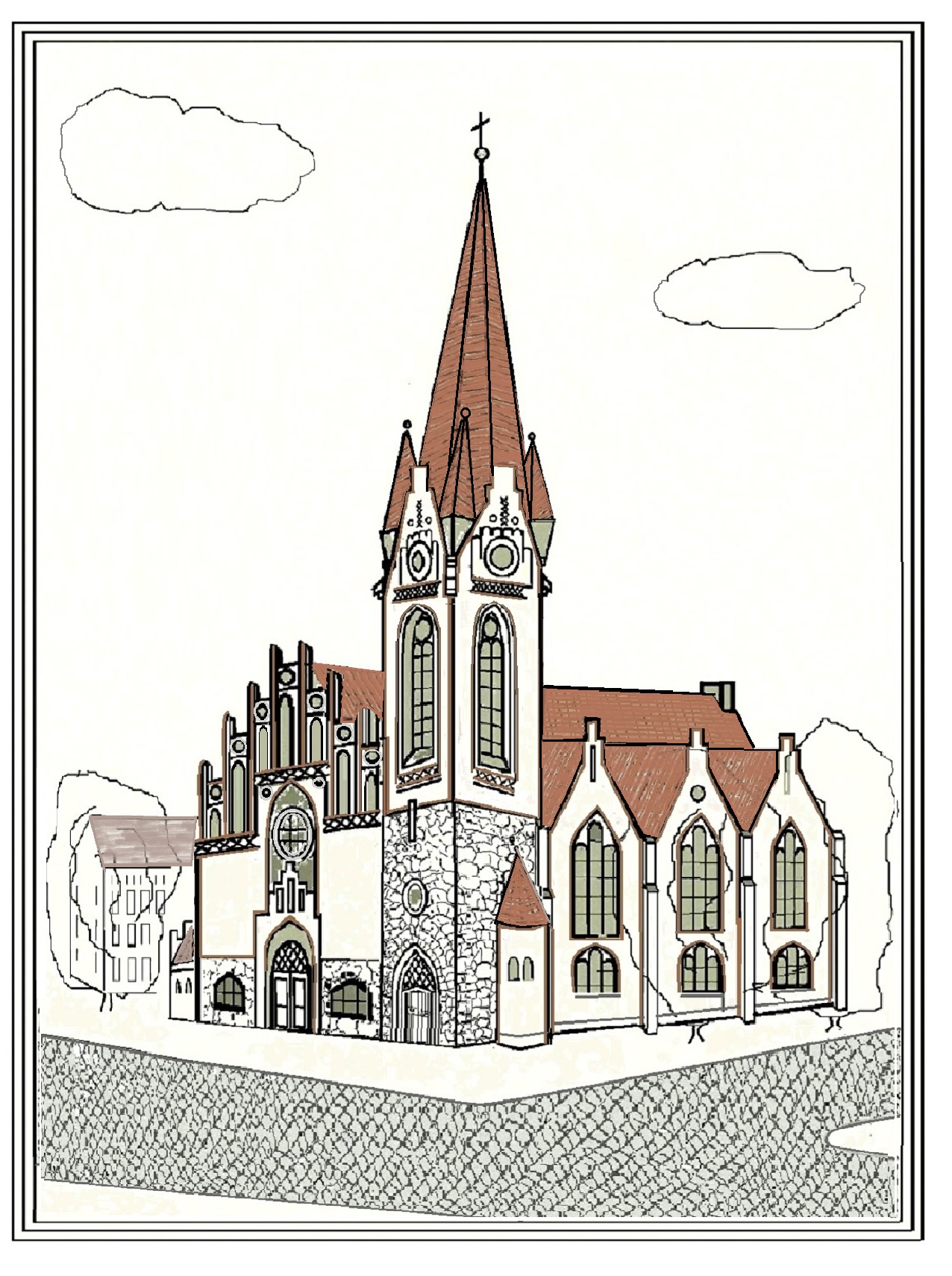
Первоначальный вид

Кирха представляла собой кирпичное здание, расширяющееся сбоку с заострёнными кверху тёмными башнями в неоготическом стиле. Интерьер состоял из ряда неравных проходов, прямоугольный алтарь был разделён от главного нефа аркой. Кафедра находилась слева от алтаря. В церкви находился орган фирмы Валкер в Людвигсбурге, а также существовала звонница из трёх колоколов.
В результате боевых действий и Первой, и Второй мировых войн церковь не пострадала. С 1970-х годов в здании кирхи находился фабричный цех военного секретного завода «Радуга». Позднее была утрачена верхняя часть башни, внутри и снаружи появились многочисленные пристройки и дополнительные помещения. 
Постановлением Правительства Калининградской области от 23 марта 2007 года № 132 кирха получила статус объекта культурного наследия местного (муниципального) значения. В 2010 году была передана Калининградской епархии РПЦ. У собственников здания существуют планы по восстановлению внешнего облика церкви.
На данный момент используется в качестве торговых и производственных помещений. В летнее время у одной из стен располагаются открытое кафе и детская площадка. 